# 有地好登
有地 好登（ありち よしと、1949年（昭和24年）8月17日−） は、日本の美術家・版画家。広島県府中市出身。
日本大学芸術学部教授、日本版画協会理事、前版画学会会長（2014-2017） 。日本大学在学中に当時非常勤講師であった山野辺義雄からリトグラフと銅版画の手解きをうけた。4年時に池田満寿夫の銅版画に触発され銅版画制作を始める。この経験から、リトグラフと銅版画のみならず、個々の版材の特質を生かしながら異なる版種（銅版・石版等）を併用し制作、研究で知られる。

## 略歴
- 1949年 広島県府中市に農家の末子として生まれる
- 1968年 日本大学芸術学部美術学科入学
- 1972年 日本大学芸術学部美術学科卒業[3][4]
- 1976年 Bradford College of Art & Design留学（イギリス）[1][4]
- 1979年 日本大学芸術学部助手[2]
- 1981年 日本大学芸術学部専任講師　88年助教授　94年同教授[2]

この間、客員芸術家としてイギリス、アメリカ、オーストラリア、中国台湾などで教える。
また、1986年10月から文化庁芸術家在外研修員として約1年間マサチューセッツ州に滞在した（スミスカレッジ・アメリカ）。
- 2005年・10年には国立台湾芸術大学でワークショップ講義を行っている。[3]

## パブリックコレクション
ロサンゼルス・カウンティ美術館（アメリカ）　/米国議会図書館（アメリカ）/　アルバータ大学美術館（カナダ）/　ニューサウスウェールズ州立美術館（オーストラリア）/山梨県立美術館（日本）/ クリーブランド美術館（アメリカ）

## 主な展覧会と受賞歴
- 1977年 リュブリアナ国際版画ビエンナーレ（ユーゴスラビア）
- 1979年 サンシャイン版画グランプリ・銅版画部門優秀賞[3]
- 1983年 第1回カボ・フリロ国際版画ビエンナーレ・審査員特別賞（ブラジル）[3]
- 1984年 第8回イギリス国際版画ビエンナーレ・買上賞[3]
- 1997年 バラト・バヴァン国際版画ビエンナーレ・佳作賞（インド）[3]
- 1998年 第1回神戸版画ビエンナーレ・佳作[3]
- 2000年 第14回国際ミニ版画展・第一席（ニューヨーク州・アメリカ）[3]
- 2002年 第2回ミッシェル・シリー国際版画賞展・審査委員賞（フランス）[3]
- 2006年 第1回国際小版画展「Inter-Grabado」・国際佳作賞（ウルグアイ）[4]
- 2007年 第8回プレミオ・アックイ国際版画ビエンナーレ・審査員特別賞（イタリア）[3]
- 2008年 第1回国際小版画・蔵書票『美術と山』展:佳作賞（イタリア）
- 2011年 第7回クレモナ国際小版画展・招待出品（イタリア）[4]

## 装画
- 白と黒の十三話　丸山健二　　　　　　文藝春秋 ISBN 4-16-315220-2
- 五味康祐　オーディオ遍歴　五味康祐　新潮文庫 ISBN 4-10-115107-5